# 장건 (프로게이머)
장건(2002년 8월 14일 ~ )은 대한민국의 전직 카트라이더 프로게이머이다.

## 선수 시절
2018년 12월, FANTASTICK에 입단하여 2019-1시즌에 참가하면서 커리어를 시작했다. 2019-1시즌 팀전 5위를 기록했다.
2019-2시즌을 앞두고 OneQ에 입단했다. 2019-2시즌 팀전 8위를 기록했다.
2020-1시즌을 앞두고 First A에 입단했다. 2020-1시즌 팀전 6위를 기록했다.
2020년 7월 17일, SGA e스포츠에 입단했다. 2020-2시즌 팀전 6위를 기록했다.
2021시즌을 앞두고 SGA e스포츠와 재계약을 체결했다. 2021-1시즌 팀전 예선 탈락, 개인전 24위를 기록했다. 이후 팀에서 퇴단했다.
2021년 5월 21일, 아프리카 프릭스에 입단했다. 2021-2시즌 팀전 3위, 개인전 24위를 달성했다. 2021수퍼컵 팀전 3위를 달성했다. 이후 군에 입대하기 위해 팀에서 퇴단했다.

## 소속팀
| # | 팀명            | 소속 기간               | 소속 리그 | 비고 |
| - | --------------- | ----------------------- | --------- | ---- |
| 1 | FANTASTICK      | 2018.12.15 ~ 2019.02.09 | KRL       |      |
| 2 | OneQ            | 2019.07.27 ~ 2019.09.28 | KRL       |      |
| 3 | First A         | 2019.12.14 ~ 2020.02.19 | KRL       |      |
| 4 | SGA e스포츠     | 2020.07.17 ~ 2021.05.17 | KRL       |      |
| 5 | 아프리카 프릭스 | 2021.05.21 ~ 2021.12.24 | KRL       |      |

## 수상 내역
- 2021 신한은행 헤이영 카트라이더 리그 시즌 2 팀전 3위
- 2021 신한은행 헤이영 카트라이더 리그 수퍼컵 팀전 3위